# هایدوسوبوسلو
هایدوسوبوسلو (به مجاری: Hajdúszoboszló) در هایدو-بیهار در کشور مجارستان واقع شده‌است. جمعیت این شهر ۲۳٫۳۸۳ نفر  است.